# 광교테크노밸리
광교테크노밸리는 경기도 수원시 영통구 이의동에 위치한 IT, NT, BT가 융합된 종합 첨단산업 부지이다. 실리콘 밸리에서 모태를 따왔다. 광교신도시와 바로 접해있고, 경기대학교 수원캠퍼스, 경희대학교 국제캠퍼스, 아주대학교 수원캠퍼스와 산학협력을 맺고 있다. 벤처기업들이 입주하고 있다. 71.6% 제조기업들 중에서 전자 및 음향장비 제조기업들이 24%를 차지한다.

## 단지소개
- 경기중소기업종합지원센터
- 경기과학기술진흥원
- 경기바이오센터
- 경기신용보증재단
- 경기중소기업종합지원센터
- 차세대융합기술원
- 한국나노기술원